# 康科迪亞 (新澤西州)
康科迪亞（英語：Concordia）是位於美國新澤西州米德爾塞克斯縣的普查規定居民點。

## 人口
根據2020年美國人口普查的數據，康科迪亞的面積為2.05平方千米，當中陸地面積為1.99平方千米，而水域面積為0.05平方千米。當地共有人口2455人，而人口密度為每平方千米1,197.56人。